# Klinger (Familienname)
Klinger ist ein deutscher Familienname.

## Herkunft und Bedeutung
Klinger ist ein Wohnstättenname zu mittelhochdeutsch, mittelniederdeutsch „klinge“ (Gebirgsbach, Talschlucht) für Personen, die an einem Bach oder in einem Tal wohnen. Auch ein Herkunftsname sowie Berufsname ist möglich.

## Namensträger
- Andy Klinger (* 1987), deutscher Schauspieler
- Anton Klinger (1815–1891), böhmischer Textilindustrieller
- Babette Klinger-Schmid (1859–1930), deutsche Puppenspielerin
- Christian Klinger (* 1966), österreichischer Schriftsteller und Musiker
- Christoph Klinger (1825–1882), deutscher Mediziner, Obermedizinalrat in München
- Clemens Klinger, deutscher Basketballspieler
- Cornelia Klinger (* 1953), deutsche Philosophin
- Dietmar Klinger (* 1958), deutscher Fußballspieler
- Dorina Klinger (* 1997), österreichische Volleyball- und Beachvolleyballspielerin
- Edith Klinger (1922–2013), österreichische Schauspielerin und Tierschützerin
- Elmar Klinger (* 1938), deutscher Theologe
- Eric Klinger (* 1933), US-amerikanischer Psychologe
- Ernst Klinger (1900–1962), deutscher Maler
- Eva Klinger-Römhild (1945–2013), deutsche Keramikerin und Bildhauerin
- Eva Maria Klinger (* 1944), österreichische Journalistin und Moderatorin
- Florian Klinger (Kulturwissenschaftler) (* 1975), deutscher Philosoph, Literaturwissenschaftler und Hochschullehrer
- Florian Klinger (Musiker) (* 1991), österreichischer Schlagwerker und Jazzmusiker
- Franz Klinger (1893–1975), österreichischer Politiker (SPÖ)
- Freya-Maria Klinger (* 1984), deutsche Politikerin
- Friedrich Maximilian Klinger (1752–1831), deutscher Schriftsteller
- Gerold Klinger (1928–2011), österreichischer Motorradrennfahrer
- Gustav Klinger, Pseudonym von Bernhard Buchbinder (1849–1922), österreichisch-ungarischer Schauspieler, Journalist und Schriftsteller
- Gustav Klinger (Politiker) (1876–um 1937), deutsch-sowjetischer Politiker (KPdSU)
- Hanns Klinger (1926–2013), sudetendeutscher Mathematiker und Hochschullehrer
- Hans Klinger (1888–19??), deutscher Richter
- Heinrich Klinger (Industrieller) (1832–1905), österreichischer Industrieller
- Heinrich Klinger (Chemiker) (Heinrich Konrad Klinger; 1853–1945), deutscher Chemiker und Hochschullehrer
- Heinrich Klinger (Architekt) (1896–1947), österreichischer Architekt und Maler
- Heinz Klinger (Mediziner) (1907–1983), deutscher Pathologe
- Heinz Klinger (Manager) (* 1943), deutscher Energiemanager
- Hermann Adolph Klinger (1806–1874), deutscher Jurist und Politiker, Bürgermeister von Leipzig
- Ignaz Klinger (1814–1872), böhmischer Textilindustrieller
- Jerzy Klinger, polnischer Theologe
- Joachim Klinger (1932–2024), deutscher Maler, Illustrator und Schriftsteller
- Johann Bartholomäus Klinger (1779–1855), böhmischer Textilindustrieller
- Johannes Klinger (* 1951), deutscher Maler
- John Klinger (1984–2024), deutscher Profi-Wrestler
- Jörg Klinger, deutscher Altorientalist
- Josef Klinger (Chemiker) (1891–1956), österreichischer Chemiker, Erfinder und Industrieller
- Josef Klinger (Schachspieler) (* 1967), österreichischer Schachspieler und Pokerspieler
- Julius Klinger (1876–1942), österreichischer Maler, Zeichner, Typograf und Schriftsteller
- Karl Klinger (1892–1976), österreichischer Industrieller
- Klaus Klinger (* 1954), deutscher Maler
- Kurt Klinger (1928–2003), österreichischer Schriftsteller und Publizist
- Margareta Klinger (* 1943), deutsche Neurochirurgin
- Margrit Klinger (* 1960), deutsche Leichtathletin
- Marino Klinger (1936–1975), kolumbianischer Fußballspieler
- Mario Klinger (* 1986), deutscher Fußballspieler
- Matt Klinger (* 1979), kanadischer Tennisspieler
- Max Klinger (1857–1920), deutscher Maler, Grafiker und Bildhauer
- Max Klinger, Pseudonym von Curt Geyer (1891–1967), deutscher Politiker und Journalist
- Michael Klinger (Filmproduzent) (1920–1989), britischer Filmproduzent
- Michael Klinger (Schauspieler) (* 1960), deutscher Schauspieler
- Michael Klinger (Cricketspieler) (* 1980), australischer Cricketspieler
- Michael A. Klinger (* 1958), österreichischer Steuerberater, Wirtschaftsprüfer und Unternehmensberater
- Miroslav Klinger (1893–1979), tschechoslowakischer Turner
- Nadja Klinger (* 1965), deutsche Journalistin und Autorin
- Nikolaus Klinger (1551–1610), deutscher Hammerherr
- Otto Klinger (1886–1966), deutscher SS-Gruppenführer und Generalleutnant der Polizei
- Paul Klinger (1907–1971), deutscher Schauspieler
- Richard Klinger (1860–1928), österreichischer Industrieller und Erfinder
- Ronja Klinger (* 2000), österreichische Volleyball- und Beachvolleyballspielerin
- Rudolf Klinger (* 1937), deutscher Politiker (CSU)
- Ruth Klinger (1906–1989), deutsch-israelische Schauspielerin, Kabarettistin und Diplomatin
- Sebastian Klinger (* 1993), Schweizer Kameramann und Produzent
- Stefan Klinger (* 1978), deutscher Skibergsteiger
- Thomas Klinger (Fotograf) (* 1951), deutscher Fotograf
- Thomas Klinger (Biathlet), deutscher Biathlet und Moderator
- Thomas Klinger (Journalist), deutscher Journalist und Filmemacher
- Thomas Klinger (Physiker) (* 1965), deutscher Physiker
- Tim Klinger (* 1984), deutscher Radrennfahrer
- Umberto Klinger (1900–1971), italienischer Pilot, Politiker, Rennfahrer und Unternehmer
- Ursula Klinger (1948–2006), deutsche Wasserspringerin
- Vineta Bastian-Klinger (1897–1976), deutsche Schriftstellerin und Drehbuchautorin
- Volkhard Klinger (* 1965), deutscher Informatiker und Hochschullehrer
- Walter Klinger, Pseudonym von Erich von Voß (1895–1968), deutscher Schriftsteller
- Walter Klinger (Geistlicher) (1921–2010), deutscher Geistlicher
- Walter Klinger (Schauspieler) (* 1945), Schauspieler
- Will Klinger-Franken (1909–1986), deutscher Maler
- Wolfgang Klinger (Mediziner) (* 1933), deutscher Pharmakologe und Hochschullehrer
- Wolfgang Klinger (Politiker) (* 1959), österreichischer Politiker (FPÖ)